# Mistrovství světa ve vodním slalomu 1981
Mistrovství světa ve vodním slalomu 1981 se uskutečnilo v Spojené království Bala pod záštitou Mezinárodní kanoistické federace. Jednalo se o 17. mistrovství světa ve vodním slalomu.

## Muži

### Kánoe
| Závod       | Zlato                                                                                                   | Body   | Stříbro                                                                                              | Body   | Bronz                                                                               | Body   |
| C1          | Jon Lugbill (USA)                                                                                       | 234.58 | David Hearn (USA)                                                                                    | 234.92 | Jean Sennelier (FRA)                                                                | 246.27 |
| C1 družstvo | USA Jon Lugbill David Hearn Ron Lugbill                                                                 | 251.02 | Francie Hervé Madore Jean Sennelier Jean Salamé                                                      | 292.69 | Západní Německo Gerald Moos Fredi Zimmermann Jürgen Schnitzerling                   | 333.38 |
| C2          | USA Steve Garvis Mike Garvis                                                                            | 264.23 | Západní Německo Dieter Welsink Peter Czupryna                                                        | 271.68 | USA Paul Grabow Jefry Huey                                                          | 272.78 |
| C2 družstvo | Spojené království Jock Young a Alistair Munro Robert Joce a Robert Owen Eric Jamieson a Robin Williams | 338.17 | Polsko Wojciech Kudlik a Jerzy Jeż Marek Maslanka a Ryszard Seruga Zbigniew Czaja a Jacek Kasprzycki | 356.30 | USA Carl Gutschick a Paul Flack Paul Grabow a Jefry Huey Steve Garvis a Mike Garvis | 395.14 |

### Kajak
| Závod       | Zlato                                                   | Body   | Stříbro                                       | Body   | Bronz                                                     | Body   |
| K1          | Richard Fox (GBR)                                       | 211.94 | Luboš Hilgert (TCH)                           | 214.35 | Jean-Yves Prigent (FRA)                                   | 219.58 |
| K1 družstvo | Spojené království Richard Fox Albert Kerr Nicolas Wain | 246.55 | Švýcarsko Jürg Götz Urs Steinmann Milo Duffek | 251.58 | Francie Jean-Yves Prigent Thierry Junquet Bernard Renault | 252.37 |

## Ženy

### Kajak
| Závod       | Zlato                                                                  | Body   | Stříbro                                                                 | Body   | Bronz                                               | Body   |
| K1          | Ulrike Deppeová (FRG)                                                  | 257.69 | Cathy Hearnová (USA)                                                    | 262.79 | Jocelyne Roupiozová (FRA)                           | 270.10 |
| K1 družstvo | Západní Německo Ulrike Deppeová Susanne Erbersová Gabriele Köllmannová | 303.10 | Spojené království Elizabeth Sharmanová Jane Rodericková Susan Smallová | 326.80 | USA Linda Harrisonová Cathy Hearnová Yuri Kusudaová | 333.69 |

## Mix

### Kánoe
| Závod | Zlato                                | Body   | Stříbro                         | Body   | Bronz                             | Body   |
| C2    | USA Elizabeth Haymanová Fritz Haller | 355.12 | USA Barbara McKeeová John Sweet | 442.58 | USA Karen Marteová Brett Sorensen | 464.39 |

## Medailové pořadí zemí
| Pořadí | Země               | Zlato | Stříbro | Bronz | Celkem |
| ------ | ------------------ | ----- | ------- | ----- | ------ |
| 1      | USA                | 4     | 3       | 4     | 11     |
| 2      | Spojené království | 3     | 1       | 0     | 4      |
| 3      | Západní Německo    | 2     | 1       | 1     | 4      |
| 4      | Francie            | 0     | 1       | 4     | 5      |
| 5      | Československo     | 0     | 1       | 0     | 1      |
| 5      | Polsko             | 0     | 1       | 0     | 1      |
| 5      | Švýcarsko          | 0     | 1       | 0     | 1      |
| Celkem | Celkem             | 9     | 9       | 9     | 27     |